# Milan Vader
Milan Vader, né le 18 février 1996 à Middelbourg, est un coureur cycliste néerlandais. Spécialiste de VTT cross-country, il court également sur route. Il a notamment remporté le Tour du Guangxi en 2023.

## Biographie
Milan Vader s'illustre d'abord en VTT. En 2013, il devient champion des Pays-Bas de cross-country juniors (moins de 19 ans) et décroche la médaille de bronze de la catégorie aux championnats d'Europe en 2014. Chez les espoirs (moins de 23 ans), il devient champion national en 2015 et 2016 et termine huitième du général de la Coupe du monde espoirs en 2016.
En 2019, lors de sa première année chez les élites, il devient pour la première fois champion des Pays-Bas de cross-country et se classe troisième du championnat d'Europe de cross-country remporté par Mathieu van der Poel. Il conserve son titre national en 2020 et 2021. Lors des deux seules manches de la Coupe du monde de la saison 2020, il prend la troisième, puis la deuxième place (à une seconde de Henrique Avancini) en cross-country. En 2021, il termine troisième du cross-country short track à Leogang.
Avec Mathieu van der Poel, il est sélectionné pour la course de VTT cross-country aux Jeux olympiques d'été de 2020 à Tokyo, où il prend la dixième place.
Au printemps 2021, il est invité à participer à un camp d'entraînement avec l'équipe World Tour sur route Jumbo-Visma. Il est finalement recruté par l'équipe n"erlandaise à partir de la saison 2022, avec un contrat de trois ans . Il annonce son intention de continuer à concourir parallèlement en VTT. Il fait ses débuts pour Jumbo-Visma lors du Tour de Valence 2022. Lors de la cinquième étape du Tour du Pays basque 2022, il est victime d'une terrible chute et se retrouve placé en coma artificiel durant deux semaines. Malgré la gravité de ses blessures, il reprend la compétition fin septembre 2022 lors du Tour de Croatie.
555 jours après son accident, en octobre 2023, il remporte l'étape reine du Tour du Guangxi, une arrivée en montagne. Il prend ainsi la tête du classement général et la conserve jusqu'au bout, remportant ainsi sa première course par étapes du World Tour. Il avait auparavant remporté le classement de la montagne du Tour de Slovaquie et terminé troisième du classement général.

## Palmarès en VTT cross-country

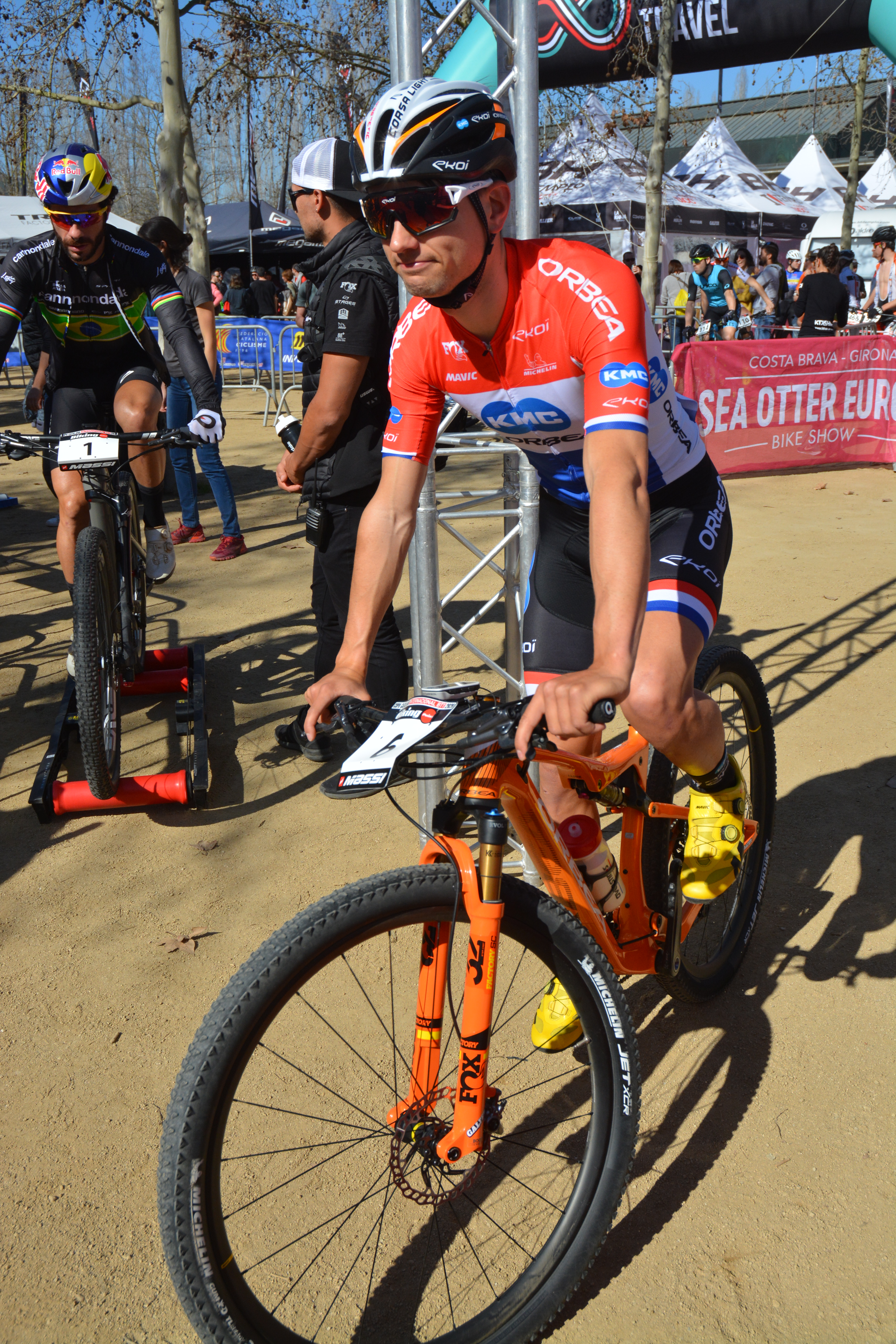
Milan Vader en 2020.

### Jeux olympiques
- Tokyo 2020
  - 10e du cross-country

### Championnats du monde
- Val di Sole 2021
  - 10e du cross-country

### Coupe du monde
- Coupe du monde de cross-country
  - 2019 : 25e du classement général
  - 2020 : 2e du classement général
  - 2021 : 9e du classement général
  - 2023 : 76e du classement général

### Championnats d'Europe
- 2014
  -  Médaillé de bronze du cross-country juniors
- 2018
  -  Médaillé de bronze du cross-country espoirs
- 2019
  -  Médaillé de bronze du cross-country

### Championnats des Pays-Bas
- Champion des Pays-Bas de cross-country juniors : 2013
- Champion des Pays-Bas de cross-country espoirs : 2015 et 2016
- Champion des Pays-Bas de cross-country : 2019, 2020 et 2021

## Palmarès sur route

### Par années
- 2023
  - Tour du Guangxi : 
    - Classement général
    - 4e étape

  - 3e du Tour de Slovaquie

### Résultats sur les grands tours

#### Tour d'Italie
1 participation
- 2025 : 80e

### Classements mondiaux
| Année                                 | 2022  | 2023 | 2024  |
| ------------------------------------- | ----- | ---- | ----- |
| Classement mondial                    | 2288e | 198e | 1371e |
| UCI Europe Tour                       | 1436e | nc   | nc    |
|                                       |       |      |       |
| Légende : nc = non classéSource : UCI |       |      |       |